# СУ-122-54
СУ-122-54 — радянська самохідна артилерійська установка (САУ) другої половини 1950-х років, створена на базі середнього танка Т-54/55. Ця машина позначається як СУ-122-54 для того, щоб відрізняти її від СУ-122 часів німецько-радянської війни. Планувалося великомасштабне серійне виробництво, але з 1957 року її випуск був припинений, у зв'язку з переорієнтацією військової промисловості на створення ракетної зброї. САУ СУ-122-54 використовувалися Радянською армією аж до другої половини 1960-х років, коли вони були зняті з озброєння. Всього було випущено 77 САУ СУ-122-54.

## Історія
В 1947 році у зв'язку з припиненням випуску танка Т-34-85 Омський завод № 173 припинив випуск створеної на його основі самохідної артилерійської установки СУ-100. Конструкторському бюро 174-го заводу було доручено розробити САУ з 122-мм гарматою на базі нового танка Т-54.
Проєкт самохідної установки й її макет у натуральну величину були представлені в Міністерстві транспортного машинобудування в грудні 1948 року, але перший дослідний зразок був готовий лише в грудні 1950.
Поява ядерної зброї змусила радянських фахівців переглянути організаційну структуру танкових і механізованих з'єднань, оснащених, крім іншого, класичною буксованою і самохідною артилерією. Зокрема, було очевидно, що її вогнева міць повинна підтримувати танки і мотопіхоту на всіх етапах наступальних і оборонних операцій. Отже, в рухливості і маневреності самохідки не повинні були поступатися танкам і бронетранспортерам, як і ті, бути здатними швидко залишати зони радіоактивного зараження, у тому числі на пересіченій місцевості. Тому, броньовий захист самохідних установок мусив забезпечувати їх живучість при впливі не тільки артилерійського вогню, але й ударної хвилі, що виникає при ядерному вибуху.
Після тривалого часу переробок та випробувань 15 березня 1954 року самохідна установка на базі танка Т-54 була прийнята на озброєння Радянської Армії.
Корпус машини, якій присвоїли найменування СУ-122-54, зварювався з катаних листів сталі товщиною 100 мм, лобову частину нерухомої рубки і верхню лобову корпусу виконали суцільними, борти і корму — з раціональними кутами нахилу.
Основним озброєнням самохідної установки стала 122-мм гармата Д-49 (52-ПС-471Д) з довжиною ствола в 48,7 калібру, що становила модернізовану гармату Д-25Т важкого танка ІС-3 і встановлювалася в рамці, закріпленої на лобовому листі броньової рубки. Гармата оснащувалася клиновим горизонтальним напівавтоматичним затвором з електромеханічним механізмом досилання, за рахунок якого вдалося довести швидкострільність гармати до п'яти пострілів на хвилину. Для зменшення загазованості бойового відділення при стрільбі вперше для 122-мм гармат був встановлений ежектор.
Серійне виробництво Су-122-54 велося невеликими партіями на заводі № 174 в Омську в 1955—1957. Загальна кількість випущених машин склала 77 одиниць.